# ديك باني
ريتشارد لي باني (بالإنجليزية: Dick Baney)‏ (ولد في 1 نوفمبر 1946،) لاعب أمريكي سابق في دوري كرة القاعدة الرئيسي. لعب لصالح بوسطن (ريد سوكس) ثم بعد ذلك سياتل بايلوتز كما لعب لصالح بايلوتس (1969) وسينسيناتي ريدز (1973–1974).

## وصلات خارجية
- ديك باني على موقع دوري كرة القاعدة الرئيسي (الإنجليزية)
- ديك باني على موقعبيزبول رفرنس.كوم (الدوري الرئيسي) (الإنجليزية)
- ديك باني على موقعبيزبول رفرنس.كوم (الدوري الثانوي) (الإنجليزية)
- ديك باني على موقع مشجعي الرسوم البيانية (الإنجليزية)